# 江陵街道
江陵街道是中华人民共和国江苏省苏州市吴江区下辖的一个街道办事处，2018年10月设立。以同里镇的仪塔、厍浜、同兴、栅桥、叶明、方尖港、叶泽7个村委会区域以及原松陵镇的江陵、庞山湖、新港、新柳溪、湖东5个居委会和清树湾、姚家庄、花港、柳胥、吴新、淞南、三里桥、庞北、庞南、庞东、庞山、庞杨、白龙桥、凌益、龙津、西联16个村委会区域为江陵街道行政区域。江陵街道办事处驻庞山村村委会境内，办公地址为云梨路1688号。区划代码为320509003。

## 行政区划
江陵街道共设江陵、庞山湖、新港、新柳溪、湖东5个居委会和仪塔、厍浜、同兴、栅桥、叶明、方尖港、叶泽、清树湾、姚家庄、花港、柳胥、吴新、淞南、三里桥、庞北、庞南、庞东、庞山、庞杨、白龙桥、凌益、龙津、西联23个村委会。